# 熊本トヨタ自動車
熊本トヨタ自動車株式会社（くまもとトヨタじどうしゃ）は、熊本県熊本市南区に本社を置くトヨタ自動車のディーラー（トヨタ店）である。
キャッチコピーは「豊かさのその先へ。熊本トヨタ」。略称は「熊本トヨタ」。

## 概要
熊本県内一円を販売エリアとする。
2016年9月2日、グループ会社の「熊本トヨタサービス株式会社」を「KTAホールディングス株式会社」に名称変更し、グループ統括会社とする。2019年12月9日、再度社名を「熊本トヨタホールディングス株式会社」に変更。
2020年、トヨタ自動車出資の会社「大分トヨペット」を子会社化した。

## 店舗
- 本店 : 熊本市南区日吉2丁目10-1
- くまもと中央店 : 熊本市東区保田窪本町10-5
- 上熊本店 : 熊本市西区上熊本2丁目4-22
- くまトヨタウン東バイパス店 : 熊本市東区御領8丁目11-1
- 健軍店 : 熊本市東区健軍2丁目8-24
- 大津店 : 菊池郡大津町引水55-1
- 玉名店 : 玉名市岱明町庄山634-1
- 山鹿店 : 山鹿市南島1262-1
- 阿蘇店 : 阿蘇市蔵原1095-1
- 宇城店 : 宇城市不知火町御領88-4
- 天草店 : 天草市東町2-6
- 八代店 : 八代市旭中央通り11-8
- 人吉店 : 人吉市下林町207-1
- 水俣店 : 水俣市港町一丁目1-10

### 中古車販売店舗
- 本店 : 熊本市南区日吉2丁目10-1
- アウトガルテン八代 : 八代市中片町字元水401-1
- 水俣店 : 水俣市港町1丁目1-10

### レクサス店舗
- レクサス熊本東 : 熊本市東区御領3丁目18-10

## その他の熊本県内のトヨタ販売店
- 熊本トヨペット（トヨペット店）
- ネッツトヨタ熊本（ネッツ店）
- トヨタカローラ熊本（トヨタカローラ店）
- ネッツトヨタ中九州（ネッツ店、カローラ熊本のグループ企業）